# Orša (Russia)
Orša (in russo Орша?) è un insediamento di tipo urbano della Russia europea, situato nell'oblast' di Tver', nel Kalininskij rajon.
Si trova 30 km a nord-est di Tver'.